# Hirschbach (Niederösterreich)
Hirschbach ist eine Marktgemeinde mit 573 Einwohnern (Stand 1. Jänner 2025) im Bezirk Gmünd in Niederösterreich.

## Geografie
Hirschbach liegt am Moosbach im oberen Waldviertel, rund 15 Kilometer östlich der Bezirkshauptstadt Gmünd. Die Fläche der Marktgemeinde umfasst 7,89 Quadratkilometer. 55,66 Prozent der Fläche sind bewaldet.

### Gemeindegliederung
Das Gemeindegebiet umfasst folgende zwei Ortschaften (in Klammern Einwohnerzahl Stand 1. Jänner 2025):
- Hirschbach (513) samt Rottenbach
- Stölzles (60)

Die Gemeinde besteht aus den Katastralgemeinden Hirschbach und Stölzles.
Hirschbach ist eine Mitgliedsgemeinde der Kleinregion Waldviertler StadtLand.

### Nachbargemeinden
|                    | Schrems, Vitis                              |       |
| Kirchberg am Walde | Kompassrose, die auf Nachbargemeinden zeigt | Vitis |
|                    | Kirchberg am Walde                          |       |

## Geschichte
Hirschbach wurde urkundlich erstmals 1280, der Ortsteil Stölzles erstmals 1413 erwähnt. Die Markterhebung von Hirschbach erfolgte 1666. Brände im Ort gab es 1619 und 1868.
Laut Adressbuch von Österreich waren im Jahr 1938 in der Ortsgemeinde Hirschbach ein Bäcker, zwei Fleischer, ein Gärtner, drei Gastwirte, drei Gemischtwarenhändler, ein Sattler, ein Schmied, eine Schneiderin, drei Schuster, eine Strickerei, ein Tischler, ein Viehhändler, ein Viktualienhändler, ein Wagner, ein Weber und mehrere Landwirte ansässig.
Im Zuge der NÖ. Kommunalstrukturverbesserung wurde Hirschbach zum 1. Jänner 1972 zwangsweise mit der Marktgemeinde Kirchberg am Walde zusammengelegt. Dagegen setzte sich eine Bürgerinitiative zur Wehr und der angerufene VfGH entschied im Sinne der Beschwerde. Zum 1. Jänner 1985 wurde Hirschbach wieder eine selbständige Gemeinde.

### Einwohnerentwicklung
Nach einem starken Rückgang der Bevölkerungszahl von 1910 bis 1981 wächst seither die Gemeinde. Dies geht auf eine positive Wanderungsbilanz zurück, die Geburtenbilanz ist in den letzten Jahrzehnten nahe null.
| Hirschbach: Einwohnerzahlen von 1869 bis 2025       | Hirschbach: Einwohnerzahlen von 1869 bis 2025 | Hirschbach: Einwohnerzahlen von 1869 bis 2025 | Hirschbach: Einwohnerzahlen von 1869 bis 2025 | Hirschbach: Einwohnerzahlen von 1869 bis 2025 |
| --------------------------------------------------- | --------------------------------------------- | --------------------------------------------- | --------------------------------------------- | --------------------------------------------- |
| Jahr                                                |                                               |                                               |                                               | Einwohner                                     |
| 1869                                                | 1869                                          |                                               | 913                                           | 913                                           |
| 1880                                                | 1880                                          |                                               | 807                                           | 807                                           |
| 1890                                                | 1890                                          |                                               | 743                                           | 743                                           |
| 1900                                                | 1900                                          |                                               | 760                                           | 760                                           |
| 1910                                                | 1910                                          |                                               | 767                                           | 767                                           |
| 1923                                                | 1923                                          |                                               | 744                                           | 744                                           |
| 1934                                                | 1934                                          |                                               | 688                                           | 688                                           |
| 1939                                                | 1939                                          |                                               | 640                                           | 640                                           |
| 1951                                                | 1951                                          |                                               | 606                                           | 606                                           |
| 1961                                                | 1961                                          |                                               | 557                                           | 557                                           |
| 1971                                                | 1971                                          |                                               | 551                                           | 551                                           |
| 1981                                                | 1981                                          |                                               | 499                                           | 499                                           |
| 1991                                                | 1991                                          |                                               | 517                                           | 517                                           |
| 2001                                                | 2001                                          |                                               | 569                                           | 569                                           |
| 2011                                                | 2011                                          |                                               | 575                                           | 575                                           |
| 2021                                                | 2021                                          |                                               | 581                                           | 581                                           |
| 2025                                                | 2025                                          |                                               | 573                                           | 573                                           |
| Quelle(n): Statistik Austria, Gebietsstand 1.1.2021 |                                               |                                               |                                               |                                               |

## Kultur und Sehenswürdigkeiten
- Ehemaliges Schloss Hirschbach

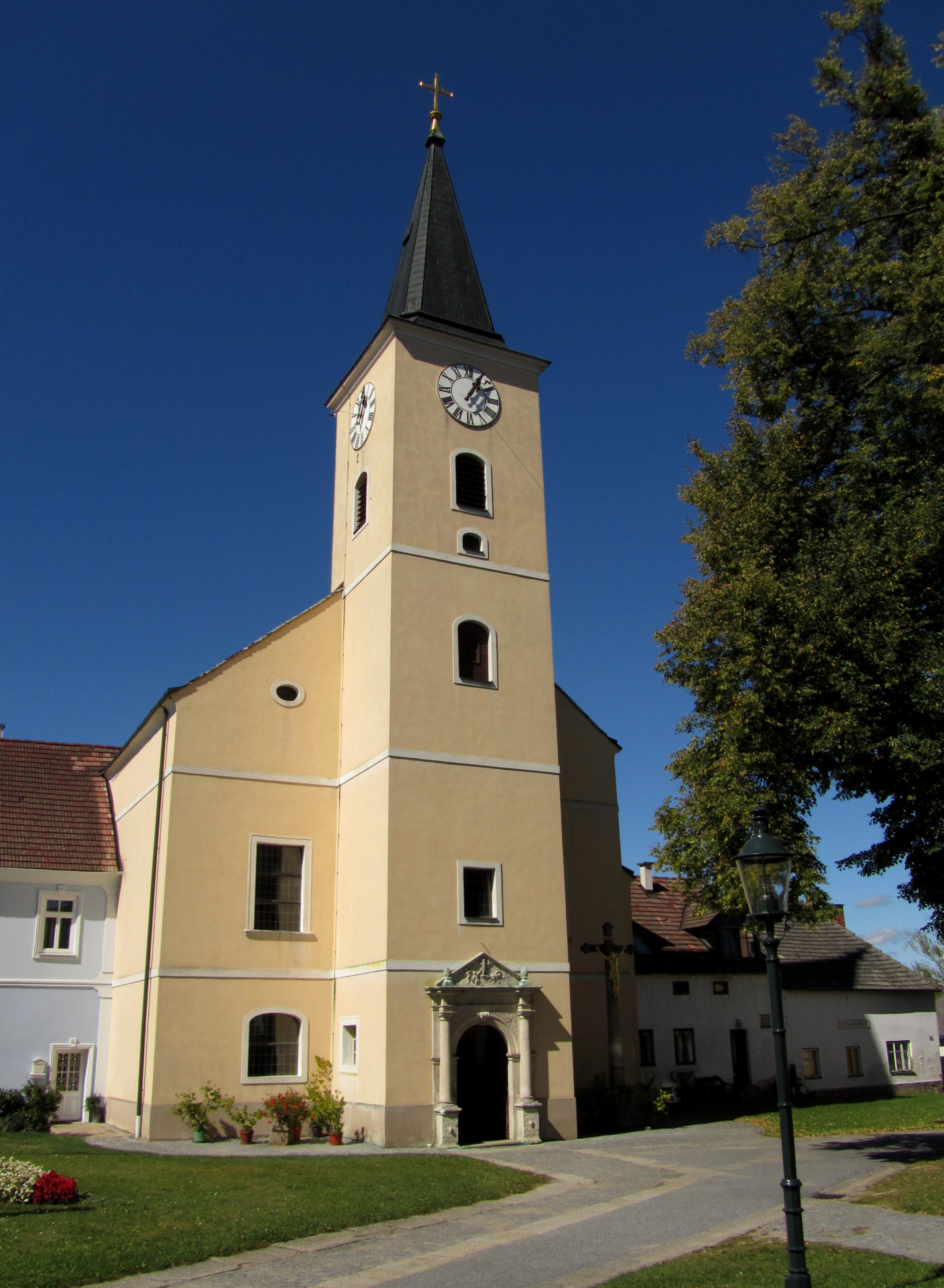
Pfarrkirche Hirschbach

- Katholische Pfarrkirche Hirschbach Zur Kreuzerhöhung: Die urkundlich erstmals 1332 erwähnte Burgkapelle war eine protestantische Renaissance-Saalkirche. Sie wurde im 16. Jahrhundert als evangelische Schlosskirche des ehemaligen Schlosses Hirschbach 1470 bis 1612 im Besitz der Grafen Strein ausgebaut. Im ersten Viertel des 18. Jahrhunderts dann barock umgestaltet und 1836 Richtung Osten mit einem Langhausjoch und einem Turm erweitert.
- Ortskapelle Stölzles: Die neugotische der Heiligen Familie geweihte Ortskapelle von Stölzles wurde 1892/1893 erbaut.

Es gibt einige Vereine,
u. a. die Blasmusikkapelle, den Männerchor und den Kultur- und Verschönerungsverein, der auch eine Kulturwerkstatt unterhält und Kabarett- und Konzertabende sowie Theateraufführungen organisiert.

## Wirtschaft und Infrastruktur
In Hirschbach gibt es 23 land- und forstwirtschaftliche Betriebe, davon sind acht Haupterwerbsbetriebe (Stand 2010). Im Produktionssektor beschäftigen sechs Betriebe 21 Arbeitnehmer, hauptsächlich bei der Herstellung von Waren. Der Dienstleistungssektor gibt 31 Personen Arbeit, vor allem im Bereich soziale und öffentliche Dienste (Stand 2011).

### Verkehr
- Bahn: In Hirschbach befindet sich die an der Franz-Josefs-Bahn gelegene Haltestelle Hirschbach.[12][13]
- Bus: Die Buslinie 750 Gmünd–Schwarzenau (–Göpfritz) hat drei Haltestellen im Gemeindegebiet; der Busverkehr besteht jedoch nur aus einem Minimalangebot, das zudem fast ausschließlich auf Schultage beschränkt ist.[14]

### Bildung

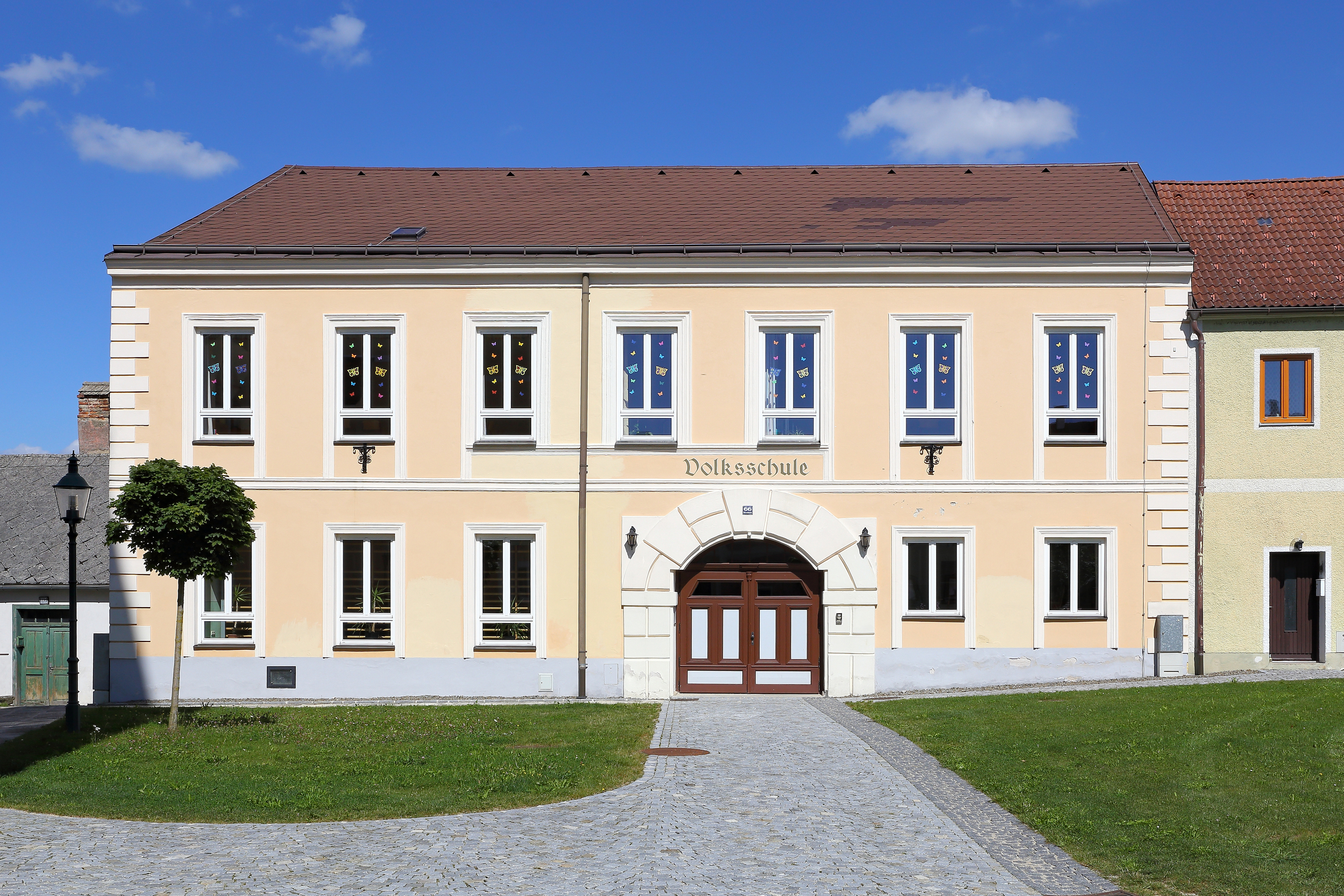
Volksschule Hirschbach (Schlosshof Nr. 66)

In der Gemeinde Hirschbach befinden sich ein Kindergarten und eine Volksschule. Aufgrund der geringen Schüleranzahl werden mehrere Jahrgänge in einer Klasse gemeinsam unterrichtet.
Eine Volksschule gibt es seit dem Jahr 1741; seit dem Schuljahr 1877/78 befindet sie sich im selben Gebäude wie heute (Schlosshof Nr. 66).

## Politik

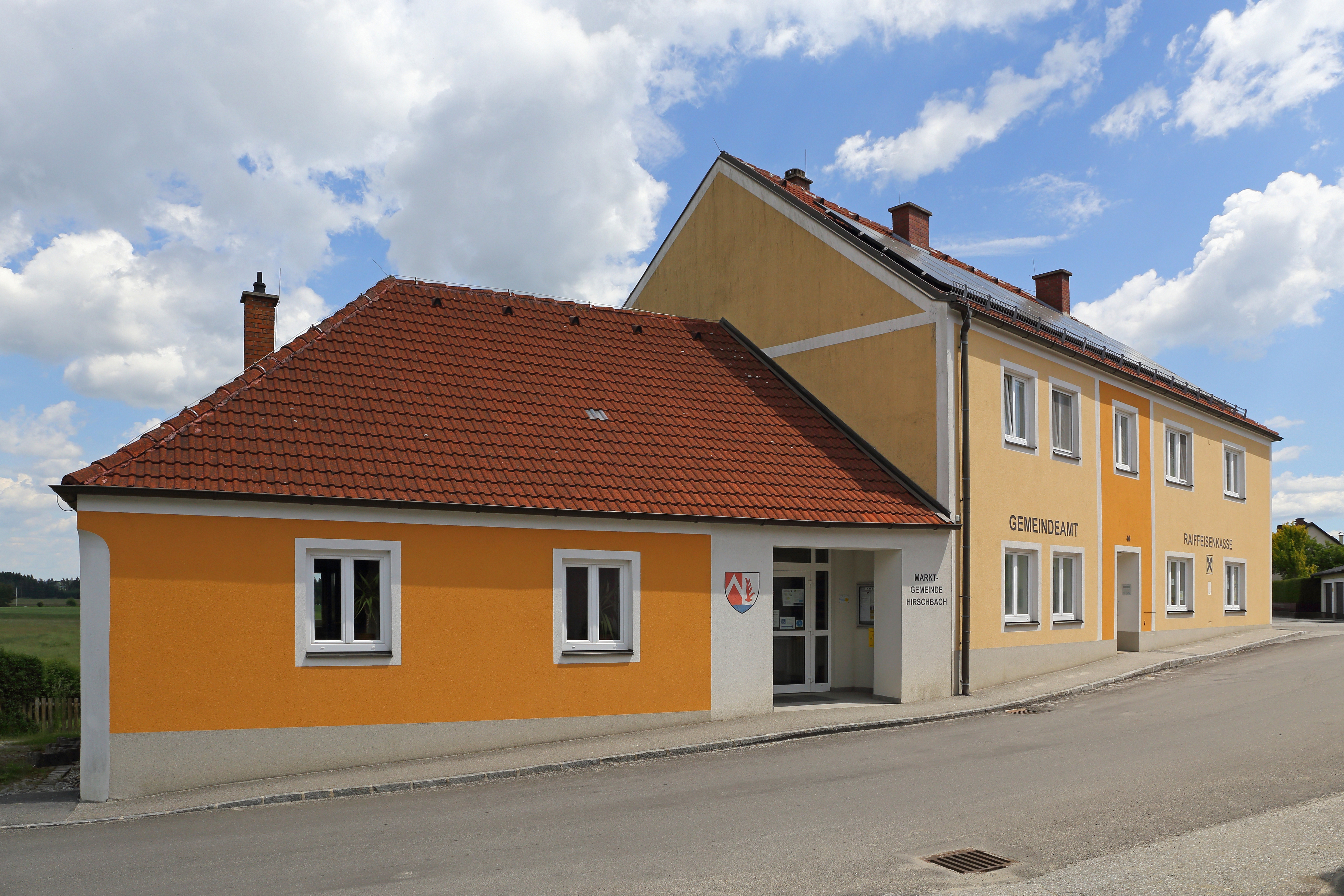
Gemeindeamt

### Gemeinderat
Der Gemeinderat hat 15 Mitglieder.
- Nach den Gemeinderatswahlen in Niederösterreich 1990 hatte der Gemeinderat folgende Verteilung: 7 Liste Hirschbach, 5 ÖVP und 3 SPÖ.
- Nach den Gemeinderatswahlen in Niederösterreich 1995 hatte der Gemeinderat folgende Verteilung: 8 Liste Hirschbach, 4 SPÖ und 3 ÖVP.[18]
- Nach den Gemeinderatswahlen in Niederösterreich 2000 hatte der Gemeinderat folgende Verteilung: 7 Liste Hirschbach, 4 SPÖ und 4 ÖVP.[19]
- Nach den Gemeinderatswahlen in Niederösterreich 2005 hatte der Gemeinderat folgende Verteilung: 7 SPÖ, 4 ÖVP und 4 Liste Hirschbach.[20]
- Nach den Gemeinderatswahlen in Niederösterreich 2010 hatte der Gemeinderat folgende Verteilung: 6 SPÖ, 5 Liste Hirschbach und 4 ÖVP.[21]
- Nach den Gemeinderatswahlen in Niederösterreich 2015 hatte der Gemeinderat folgende Verteilung: 6 SPÖ, 5 Liste Hirschbach und 4 ÖVP.[22]
- Nach den Gemeinderatswahlen in Niederösterreich 2020 hatte der Gemeinderat folgende Verteilung: 6 SPÖ, 5 Liste Hirschbach und 4 ÖVP.[23]
- Nach den Gemeinderatswahlen in Niederösterreich 2025 hat der Gemeinderat folgende Verteilung: 6 SPÖ, 5 Liste Hirschbach und 4 ÖVP.[24]

### Bürgermeister
- 1985–1990 Willibald Edinger (ÖVP)[25]
- 1990–2005 Josef Müller (Liste Hirschbach)[26]
- 2005–2012 Willibald Müller (SPÖ)[27]
- 2012–2024 Rainald Schäfer (SPÖ)[28]
- Seit 2024 Guntmar Müller (SPÖ)[29]

### Wappen
Der Gemeinde wurde 1986 folgendes Wappen verliehen: In einem gespaltenen Schild über einem blauen Schildfuß eine rote vordere Schildhälfte belegt mit einem silbernen Sparren und eine silberne hintere Schildhälfte gleichfalls belegt mit einer roten stehenden Hirschstange.